# Wu Yue Chunqiu
Les Annales des Printemps et Automnes des Royaumes de Wu et de Yue Wu Yue Chunqiu (chinois : 吴越春秋; pinyin : Wúyuè Chūnqiū) sont des histoires qui extrapole les événements racontés dans le Zuo Zhuan.
Texte non officiel de l'époque de la dynastie des Han de l'Est qui consiste en une collection de notes sur des événements historiques. Le livre en dix volumes a été écrit par Zhao Ye (IIe siècle av. J.-C.) (赵晔) et raconte l'histoire des batailles entre les États de Wu et Yue pendant la période du printemps et de l'automne (770-481 avant J-C). Le texte est richement stylisé et détaillé d'une manière qui ressemble aux textes de l'École des « discussions mineures » (小說家/小说家 ; Xiaoshuojia) au sein des Cent écoles de pensée.
Les Annales des Printemps et Automnes des Royaumes de Wu et de Yue Wu Yue Chunqiu sont considérées comme une suite du Livre perdu de Yue (越絕書).

## Contenu
- Volume 1 : Biographie de Taibo
- Volume 2 : Biographie de Shoumeng, Roi de Wu
- Volume 3 : L'histoire de la façon dont le roi Liao a été mis au pouvoir le prince Guang
- Volume 4 : Biographie intérieure du roi Helü
- Volume 5 : Biographie intérieure du roi Fuchai
- Volume 6 : Biographie externe du Roi Wuyu de Yue
- Volume 7 : Histoire externe de la façon dont le roi Goujian est devenu serviteur
- Volume 8 : Histoire externe du retour de Goujian chez lui
- Volume 9 : Histoire extérieure des projets de Goujian
- Volume 10 : Histoire externe de la façon dont Goujian a vaincu Wu